# Thaumactena
Thaumactena ensis là một loài sứa lược đã tuyệt chủng thuộc lớp Scleroctenophora.. Chúng sống ở môi trường biển.